# Венді Тернбулл
Венді Тернбулл (англ. Wendy Turnbull) — австралійська тенісистка, чотириразова чемпіонка турнірів Великого шолома в парній грі та п'ятиразова в міксті, олімпійська медалістка, член Ордену Британської імперії.
Бронзову олімпійську медаль Тернбулл виборола на Сеульській олімпіаді 1988 року в парному турнірі, граючи з Елізабет Смайлі. У півфіналі австралійська пара поступилася американській (Зіна Гаррісон, Пем Шрайвер). Гра за третє місце тоді не проводилася й обидві пари, що програли в півфіналі, отримали бронзові медалі.
У WTA-турі Тернбулл називали «Кроликом» через велику рухливість. Упродовж 8 років Тернбулл входила до чільної десятки рейтингу WTA.
Турнбулл добре грала й в одиночному розряді й тричі була фіналісткою турнірів Великого шолома, але їй жодного разу не вдалося виграти фінал. Але в її активі 10 перемог у WTA турі в одиночному й 55 у парному розрядах.
Тернбулл входила до складу австралійської команди в Кубку Федерації з 1977 по 1988 й має співвідношення виграшів та поразок 46–16 (17–8 в одиночній грі та 29–8 в парній). З 1985 по 1993 рік вона була капітаном (тренером) команди.
У 1984 Тербулл була зарахована до Ордену Британської імперії. У грудні 1993-го її ім'ям назвали публічний парк у Брисбені. У 2009 році її включено до Міжнародної зали тенісної слави.

## Значні фінали

### Фінали турнірів Великого шолома

#### Одиночний розряд: 3 поразки
| Результат | Рік  | Турнір          | Поверхня | Супротивниця    | Рахунок       |
| --------- | ---- | --------------- | -------- | --------------- | ------------- |
| Поразка   | 1977 | US Open         | Ґрунт    | Кріс Еверт      | 7–6(7–3), 6–2 |
| Поразка   | 1979 | French Open     | Ґрунт    | Кріс Еверт      | 6–2, 6–0      |
| Поразка   | 1980 | Australian Open | Трава    | Гана Мандлікова | 6–0, 7–5      |

#### Пари: 15 (4 титули, 11 поразок)
| Результат | Рік  | Турнір          | Поверхня | Партнерка         | Супротивниці                        | Рахунок              |
| --------- | ---- | --------------- | -------- | ----------------- | ----------------------------------- | -------------------- |
| Перемога  | 1978 | Wimbledon       | Трава    | Керрі Рід         | Міма Яушовець Віргінія Рузічі       | 4–6, 9–8(12–10), 6–3 |
| Поразка   | 1978 | US Open         | Хард     | Керрі Мелвілл Рід | Біллі Джин Кінг Мартіна Навратілова | 7–6, 6–4             |
| Перемога  | 1979 | French Open     | Ґрунт    | Бетті Стеве       | Франсуаз Дюрр Вірджинія Вейд        | 3–6, 7–5, 6–4        |
| Поразка   | 1979 | Wimbledon       | Трава    | Бетті Стеве       | Біллі Джин Кінг Мартіна Навратілова | 5–7, 6–3, 6–2        |
| Перемога  | 1979 | US Open         | Хард     | Бетті Стеве       | Біллі Джин Кінг Мартіна Навратілова | 7–5, 6–3             |
| Поразка   | 1980 | Wimbledon       | Трава    | Розі Казалс       | Кеті Джордан Енн Сміт               | 4–6, 7–5, 6–1        |
| Поразка   | 1981 | US Open         | Хард     | Розі Казалс       | Кеті Джордан Енн Сміт               | 6–3, 6–3             |
| Поразка   | 1982 | French Open     | Ґрунт    | Розі Казалс       | Мартіна Навратілова Енн Сміт        | 6–3, 6–4             |
| Перемога  | 1982 | US Open         | Хард     | Розі Казалс       | Барбара Поттер Шерон Волш           | 6–4, 6–4             |
| Поразка   | 1983 | Wimbledon       | Трава    | Розі Казалс       | Мартіна Навратілова Пем Шрайвер     | 6–2, 6–2             |
| Поразка   | 1983 | Australian Open | Трава    | Енн Гоббс         | Мартіна Навратілова Пем Шрайвер     | 6–4, 6–7, 6–2        |
| Поразка   | 1984 | US Open         | Хард     | Енн Гоббс         | Мартіна Навратілова Пем Шрайвер     | 6–2, 6–4             |
| Поразка   | 1986 | Wimbledon       | Трава    | Гана Мандлікова   | Мартіна Навратілова Пем Шрайвер     | 6–1, 6–3             |
| Поразка   | 1986 | US Open         | Хард     | Гана Мандлікова   | Мартіна Навратілова Пем Шрайвер     | 6–4, 3–6, 6–3        |
| Поразка   | 1988 | Australian Open | Хард     | Кріс Еверт        | Мартіна Навратілова Пем Шрайвер     | 6–0, 7–5             |

#### Мікст: 6 (5 титулів, 1 поразка)
| Результат | Рік  | Турнір      | Поверхня | Партнер      | Супротивники                  | Рахунок                 |
| --------- | ---- | ----------- | -------- | ------------ | ----------------------------- | ----------------------- |
| Перемога  | 1979 | French Open | Ґрунт    | Боб Г'юїтт   | Віргінія Рузічі Йон Циріак    | 6–3, 2–6, 6–3           |
| Перемога  | 1980 | US Open     | Хард     | Марті Ріссен | Бетті Стеве Фрю Макміллан     | 7–5, 6–2                |
| Перемога  | 1982 | French Open | Ґрунт    | Джон Ллойд   | Клаудія Монтейро Кассіо Мотта | 6–2, 7–6                |
| Поразка   | 1982 | Wimbledon   | Трава    | Джон Ллойд   | Енн Сміт Кевін Каррен         | 2–6, 6–3, 7–5           |
| Перемога  | 1983 | Wimbledon   | Трава    | Джон Ллойд   | Біллі Джин Кінг Стів Дентон   | 6–7(5–7), 7–6(7–5), 7–5 |
| Перемога  | 1984 | Wimbledon   | Трава    | Джон Ллойд   | Кеті Джордан Стів Дентон      | 6–3, 6–3                |

### Фінали підсумкових турнірів року

#### Пари: 2 (1 - 1)
| Результат | Рік  | Турнір   | Поверхня  | Партнерка       | Супротивниці                        | Рахунок            |
| --------- | ---- | -------- | --------- | --------------- | ----------------------------------- | ------------------ |
| Поразка   | 1980 | Нью-Йорк | Килим (i) | Розмарі Касалс  | Біллі Джин Кінг Мартіна Навратілова | 6–3, 4–6, 6–3      |
| Перемога  | 1986 | Нью-Йорк | Килим (i) | Гана Мандлікова | Клаудія Коде-Кільш Гелена Сукова    | 6–4, 6–7(4–7), 6–3 |

## Фінали турнірів WTA

### Одиночний розряд: 31 (11–20)
| Перемога – Легенда                  |
| ----------------------------------- |
| Турніри Великого шолома (0–3)       |
| Турніри WTA Tour (0–0)              |
| Virginia Slims, Avon, other (11–17) |

| Фінали за покриттям |
| ------------------- |
| Тверде (2–5)        |
| Трава (3–7)         |
| Ґрунт (2–3)         |
| Килим (4–5)         |

| Результат | Ранг | Дата     | Турнір                                 | Покриття  | Опонент              | Рахунок             |
| --------- | ---- | -------- | -------------------------------------- | --------- | -------------------- | ------------------- |
| Перемога  | 1.   | Тра 1973 | Surbiton, UK                           | Трава     | Енн Кійомура         | 6–2, 6–0            |
| Перемога  | 2.   | Лип 1976 | Кіцбюель, Австрія                      | Ґрунт     | Вірджинія Рузіч      | 6–4, 5–7, 6–3       |
| Перемога  | 3.   | Лис 1976 | Токіо, Японія                          | Ґрунт     | Мішель Ґюрдал        | 6–1, 6–1            |
| Поразка   | 1.   | Сер 1977 | Відкритий чемпіонат США з тенісу       | Ґрунт     | Кріс Еверт           | 6–7(3–7), 2–6       |
| Поразка   | 2.   | Жов 1977 | Phoenix, US                            | Тверде    | Біллі Джин Кінг      | 6–1, 1–6, 0–6       |
| Поразка   | 3.   | Лис 1977 | Melbourne, Австралія                   | Трава     | Івонн Гулагонг-Коулі | 4–6, 1–6            |
| Поразка   | 4.   | Січ 1978 | Hollywood, US                          | Килим (i) | Івонн Гулагонг       | 2–6, 3–6            |
| Поразка   | 5.   | Гру 1978 | Сідней, Австралія                      | Трава     | Даянн Фромголтц      | 2–6, 5–7            |
| Перемога  | 4.   | Лют 1979 | Детройт, US                            | Килим (i) | Вірджинія Рузіч      | 7–5, 1–6, 7–6(7–4)  |
| Перемога  | 5.   | Бер 1979 | Philadelphia, US                       | Килим (i) | Вірджинія Вейд       | 5–7, 6–3, 6–2       |
| Поразка   | 6.   | Тра 1979 | Відкритий чемпіонат Франції з тенісу   | Ґрунт     | Кріс Еверт-Lloyd     | 2–6, 0–6            |
| Поразка   | 7.   | Вер 1979 | Atlanta, US                            | Килим (i) | Мартіна Навратілова  | 6–7(6–8), 4–6       |
| Поразка   | 8.   | Лис 1979 | Melbourne, Австралія                   | Трава     | Гана Мандлікова      | 3–6, 2–6            |
| Поразка   | 9.   | Чер 1980 | Істборн, UK                            | Трава     | Трейсі Остін         | 6–7(3–7), 2–6       |
| Поразка   | 10.  | Лип 1980 | Сан-Дієго, US                          | Тверде    | Трейсі Остін         | 1–6, 3–6            |
| Поразка   | 11.  | Вер 1980 | Atlanta, US                            | Килим (i) | Гана Мандлікова      | 3–6, 5–7            |
| Поразка   | 12.  | Жов 1980 | Phoenix, US                            | Тверде    | Регіна Маршикова     | 6–7, 6–7            |
| Перемога  | 6.   | Лис 1980 | Гонконг                                | Тверде    | Марсі Луї            | 6–0, 6–2            |
| Поразка   | 13.  | Лис 1980 | Відкритий чемпіонат Австралії з тенісу | Трава     | Гана Мандлікова      | 0–6, 5–7            |
| Перемога  | 7.   | Гру 1980 | Сідней, Австралія                      | Трава     | Пем Шрайвер          | 3–6, 6–4, 7–6(10–8) |
| Перемога  | 8.   | Лис 1981 | Гонконг                                | Тверде    | Сабіна Сіммондс      | 6–3, 6–4            |
| Поразка   | 14.  | Січ 1982 | Чикаго, US                             | Килим (i) | Мартіна Навратілова  | 4–6, 1–6            |
| Поразка   | 15.  | Бер 1982 | Boston, US                             | Килим (i) | Кеті Джордан         | 5–7, 6–1, 4–6       |
| Поразка   | 16.  | Кві 1982 | Orlando, US                            | Ґрунт     | Мартіна Навратілова  | 2–6, 5–7            |
| Перемога  | 9.   | Лис 1982 | Brisbane, Австралія                    | Трава     | Пем Шрайвер          | 6–3, 6–1            |
| Перемога  | 10.  | Гру 1982 | Richmond, US                           | Килим (i) | Трейсі Остін         | 6–7(3–7), 6–4, 6–2  |
| Перемога  | 11.  | Бер 1983 | Boston, US                             | Килим (i) | Сільвія Ганіка       | 6–4, 3–6, 6–4       |
| Поразка   | 17.  | Чер 1983 | Істборн, UK                            | Трава     | Мартіна Навратілова  | 1–6, 1–6            |
| Поразка   | 18.  | Лис 1983 | Brisbane, Австралія                    | Трава     | Пем Шрайвер          | 4–6, 5–7            |
| Поразка   | 19.  | Жов 1984 | Лос-Анджелес, US                       | Тверде    | Кріс Еверт-Lloyd     | 2–6, 3–6            |
| Поразка   | 20.  | Кві 1985 | Сан-Дієго, US                          | Тверде    | Аннабел Крофт        | 0–6, 6–7(5–7)       |

### Парний розряд: 110 (55–55)
| Перемога – Легенда                  |
| ----------------------------------- |
| Турніри Великого шолома (4–11)      |
| WTA Championships (1–1)             |
| Tier I (0–0)                        |
| Tier II (1–1)                       |
| Tier III (0–0)                      |
| Tier IV (0–2)                       |
| Tier V (0–0)                        |
| Virginia Slims, Avon, other (49–40) |

| Фінали за покриттям |
| ------------------- |
| Тверде (10–16)      |
| Трава (12–11)       |
| Ґрунт (12–8)        |
| Килим (21–20)       |

| Результат | Ранг | Дата              | Турнір                                 | Покриття  | Партнер             | Опоненти                               | Рахунок              |
| --------- | ---- | ----------------- | -------------------------------------- | --------- | ------------------- | -------------------------------------- | -------------------- |
| Перемога  | 1.   | 7 травня 1973     | Bournemouth                            | Ґрунт     | Патрісія Коулмен    | Івонн Гулагонг-Коулі Дженет Янг        | 7–5, 7–5             |
| Перемога  | 2.   | 6 січня 1975      | Auckland                               | Трава     | Івонн Гулагонг      | Лора Дюпонт Сесі Мартінес              | 6–3, 4–6, 6–4        |
| Поразка   | 1.   | 23 лютого 1976    | Сан-Антоніо                            | Ґрунт     | Тріш Бостром        | Джулі Ентоні Гелен Гурлей              | 0–6, 4–6             |
| Поразка   | 2.   | 17 травня 1976    | Гамбург                                | Ґрунт     | Лора Дюпонт         | Лінкі Бошофф Ілана Клосс               | 6–4, 5–7, 1–6        |
| Перемога  | 3.   | 5 липня 1976      | Ґштад                                  | Ґрунт     | Бетсі Нагелсен      | Брігітт Куйперс Аннетт ван Зіль        | 6–4, 6–4             |
| Поразка   | 3.   | 9 серпня 1976     | Indianapolis                           | Ґрунт     | Лора Дюпонт         | Лінкі Бошофф Ілана Клосс               | 2–6, 3–6             |
| Перемога  | 4.   | 7 березня 1977    | Пенсакола                              | Ґрунт     | Енн Кійомура        | Керрі Меєр Бетсі Нагелсен              | 6–1, 6–2             |
| Перемога  | 5.   | 17 жовтня 1977    | São Paulo                              | Тверде    | Керрі Мелвілл       | Мартіна Навратілова Бетті Стеве        | 6–3, 5–7, 6–2        |
| Поразка   | 4.   | 2 січня 1978      | Washington                             | Килим (i) | Бетті Стеве         | Біллі Джин Кінг Мартіна Навратілова    | 3–6, 5–7             |
| Перемога  | 6.   | 9 січня 1978      | Hollywood                              | Килим (i) | Розмарі Касалс      | Франсуаз Дюрр Вірджинія Вейд           | 6–2, 6–4             |
| Перемога  | 7.   | 6 лютого 1978     | Seattle                                | Килим (i) | Керрі Мелвілл Reid  | Патрісія Бостром Маріта Редондо        | 6–2, 6–4             |
| Поразка   | 5.   | 20 лютого 1978    | Detroit                                | Килим (i) | Керрі Мелвілл Reid  | Біллі Джин Кінг Мартіна Навратілова    | 3–6, 4–6             |
| Поразка   | 6.   | 27 лютого 1978    | Kansas City                            | Килим (i) | Керрі Мелвілл Reid  | Біллі Джин Кінг Мартіна Навратілова    | 4–6, 4–6             |
| Перемога  | 8.   | 20 березня 1978   | Philadelphia                           | Килим (i) | Керрі Мелвілл Reid  | Франсуаз Дюрр Вірджинія Вейд           | 6–2, 7–5             |
| Перемога  | 9.   | 26 червня 1978    | Вімблдонський турнір                   | Трава     | Керрі Мелвілл Reid  | Міма Яушовець Вірджинія Рузіч          | 4–6, 9–8(12–10), 6–3 |
| Поразка   | 7.   | 29 серпня 1978    | Відкритий чемпіонат США з тенісу       | Тверде    | Керрі Мелвілл Reid  | Біллі Джин Кінг Мартіна Навратілова    | 6–7, 4–6             |
| Перемога  | 10.  | 9 жовтня 1978     | Minneapolis                            | Килим (i) | Керрі Мелвілл Reid  | Леслі Гант Ілана Клосс                 | 6–3, 6–3             |
| Поразка   | 8.   | 6 листопада 1978  | Eckerd Open                            | Тверде    | Керрі Мелвілл Reid  | Мартіна Навратілова Енн Сміт           | 6–7, 3–6             |
| Поразка   | 9.   | 14 листопада 1978 | Palm Springs                           | Тверде    | Керрі Мелвілл Reid  | Біллі Джин Кінг Мартіна Навратілова    | 3–6, 4–6             |
| Перемога  | 11.  | 4 грудня 1978     | Sydney                                 | Трава     | Керрі Мелвілл Reid  | Джуді Коннор Енн Гоббс                 | 6–2, 4–6, 6–2        |
| Поразка   | 10.  | 22 січня 1979     | Hollywood                              | Килим (i) | Розмарі Казалс      | Трейсі Остін Бетті Стеве               | 2–6, 6–2, 2–6        |
| Перемога  | 12.  | 19 лютого 1979    | Detroit                                | Килим (i) | Бетті Стеве         | Сью Баркер Енн Кійомура                | 6–4, 7–6(7–5)        |
| Перемога  | 13.  | 12 березня 1979   | Boston                                 | Килим (i) | Керрі Мелвілл Reid  | Сью Баркер Енн Кійомура                | 6–4, 6–2             |
| Перемога  | 14.  | 7 травня 1979     | Рим                                    | Ґрунт     | Бетті Стеве         | Івонн Гулагонг Керрі Мелвілл Reid      | 6–3, 6–4             |
| Перемога  | 15.  | 21 травня 1979    | Берлін                                 | Ґрунт     | Розмарі Казалс      | Івонн Гулагонг Керрі Мелвілл Reid      | 6–2, 7–5             |
| Перемога  | 16.  | 28 травня 1979    | Відкритий чемпіонат Франції з тенісу   | Ґрунт     | Бетті Стеве         | Франсуаз Дюрр Вірджинія Вейд           | 2–6, 7–5, 6–4        |
| Перемога  | 17.  | 11 червня 1979    | Chichester                             | Трава     | Грір Стівенс        | Біллі Джин Кінг Мартіна Навратілова    | 6–3, 1–6, 7–5        |
| Перемога  | 18.  | 18 червня 1979    | Істборн                                | Трава     | Бетті Стеве         | Ілана Клосс Бетті Енн Грабб Стюарт     | 6–2, 6–2             |
| Поразка   | 11.  | 25 червня 1979    | Вімблдонський турнір                   | Трава     | Бетті Стеве         | Біллі Джин Кінг Мартіна Навратілова    | 7–5, 3–6, 2–6        |
| Перемога  | 19.  | 13 серпня 1979    | Richmond                               | Килим (i) | Бетті Стеве         | Біллі Джин Кінг Мартіна Навратілова    | 6–1, 6–4             |
| Перемога  | 20.  | 27 серпня 1979    | Відкритий чемпіонат США з тенісу       | Тверде    | Бетті Стеве         | Біллі Джин Кінг Мартіна Навратілова    | 7–5, 6–3             |
| Перемога  | 21.  | 24 вересня 1979   | Atlanta                                | Килим (i) | Бетті Стеве         | Енн Кійомура Енн Сміт                  | 6–2, 6–4             |
| Поразка   | 12.  | 1 жовтня 1979     | Minneapolis                            | Килим (i) | Бетті Стеве         | Біллі Джин Кінг Мартіна Навратілова    | 4–6, 6–7             |
| Перемога  | 22.  | 8 жовтня 1979     | Phoenix                                | Тверде    | Бетті Стеве         | Розмарі Казалс Кріс Еверт-Lloyd        | 6–4, 7–6             |
| Перемога  | 23.  | 29 жовтня 1979    | Стокгольм                              | Килим (i) | Бетті Стеве         | Біллі Джин Кінг Ілана Клосс            | 7–5, 7–6             |
| Поразка   | 13.  | 5 листопада 1979  | Фільдерштадт                           | Килим (i) | Бетті Стеве         | Біллі Джин Кінг Мартіна Навратілова    | 3–6, 3–6             |
| Перемога  | 24.  | 26 листопада 1979 | Melbourne                              | Трава     | Біллі Джин Кінг     | Даянн Фромголтц Енн Сміт               | 6–3, 6–3             |
| Перемога  | 25.  | 3 грудня 1979     | Sydney                                 | Трава     | Біллі Джин Кінг     | Сью Баркер Пем Шрайвер                 | 7–5, 6–4             |
| Перемога  | 26.  | 28 січня 1980     | Seattle                                | Килим (i) | Розмарі Казалс      | Грір Стівенс Вірджинія Вейд            | 6–4, 2–6, 7–5        |
| Поразка   | 14.  | 25 лютого 1980    | Houston                                | Килим (i) | Бетті Стеве         | Біллі Джин Кінг Ілана Клосс            | 6–3, 1–6, 4–6        |
| Поразка   | 15.  | 3 березня 1980    | Dallas                                 | Килим (i) | Розмарі Казалс      | Біллі Джин Кінг Мартіна Навратілова    | 6–4, 3–6, 3–6        |
| Перемога  | 27.  | 10 березня 1980   | Boston                                 | Килим (i) | Розмарі Казалс      | Біллі Джин Кінг Ілана Клосс            | 6–4, 7–6             |
| Поразка   | 16.  | 19 березня 1980   | Фінал WTA                              | Килим (i) | Розмарі Казалс      | Біллі Джин Кінг Мартіна Навратілова    | 3–6, 6–4, 3–6        |
| Поразка   | 17.  | 9 червня 1980     | Chichester                             | Трава     | Розмарі Казалс      | Пем Шрайвер Бетті Стеве                | 4–6, 5–7             |
| Поразка   | 18.  | 23 червня 1980    | Вімблдонський турнір                   | Трава     | Розмарі Казалс      | Кеті Джордан Енн Сміт                  | 6–4, 5–7, 1–6        |
| Поразка   | 19.  | 28 липня 1980     | Сан-Дієго                              | Тверде    | Розмарі Казалс      | Трейсі Остін Енн Кійомура              | 6–3, 4–6, 3–6        |
| Перемога  | 28.  | 3 листопада 1980  | Гонконг                                | Ґрунт     | Шерон Волш          | Penny Johnson Сільвана Уррос           | 6–1, 6–2             |
| Поразка   | 20.  | 1 грудня 1980     | Сідней                                 | Трава     | Розмарі Казалс      | Пем Шрайвер Бетті Стеве                | 1–6, 6–4, 4–6        |
| Перемога  | 29.  | 7 січня 1981      | Washington                             | Килим (i) | Розмарі Казалс      | Кенді Рейнолдс Пола Сміт               | 6–3, 4–6, 7–6        |
| Поразка   | 21.  | 12 січня 1981     | Kansas City                            | Килим (i) | Розмарі Казалс      | Барбара Поттер Шерон Волш              | 2–6, 6–7(4–7)        |
| Перемога  | 30.  | 2 лютого 1981     | Detroit                                | Килим (i) | Розмарі Казалс      | Гана Мандлікова Бетті Стеве            | 6–4, 6–2             |
| Перемога  | 31.  | 9 лютого 1981     | Окленд                                 | Килим (i) | Розмарі Казалс      | Мартіна Навратілова Вірджинія Вейд     | 6–1, 6–4             |
| Перемога  | 32.  | 23 лютого 1981    | Seattle                                | Килим (i) | Розмарі Казалс      | Сью Баркер Енн Кійомура                | 6–1, 6–4             |
| Перемога  | 33.  | 6 квітня 1981     | Гілтон-Гед-Айленд                      | Ґрунт     | Розмарі Казалс      | Міма Яушовець Пем Шрайвер              | 7–5, 7–5             |
| Поразка   | 22.  | 27 квітня 1981    | Orlando                                | Ґрунт     | Розмарі Казалс      | Мартіна Навратілова Пем Шрайвер        | 1–6, 6–7(10–12)      |
| Перемога  | 34.  | 24 серпня 1981    | Mahwah                                 | Тверде    | Розмарі Казалс      | Кенді Рейнолдс Бетті Стеве             | 6–2, 6–1             |
| Поразка   | 23.  | 31 серпня 1981    | Відкритий чемпіонат США з тенісу       | Тверде    | Розмарі Казалс      | Kathy Йорданія Енн Сміт                | 3–6, 3–6             |
| Поразка   | 24.  | 28 вересня 1981   | Minneapolis                            | Килим (i) | Розмарі Казалс      | Мартіна Навратілова Пем Шрайвер        | 4–6, 5–7             |
| Перемога  | 35.  | 5 жовтня 1981     | Тампа                                  | Тверде    | Розмарі Казалс      | Мартіна Навратілова Рената Томанова    | 6–3, 6–4             |
| Поразка   | 25.  | 14 грудня 1981    | East Rutherford                        | Килим (i) | Розмарі Казалс      | Мартіна Навратілова Пем Шрайвер        | 3–6, 4–6             |
| Перемога  | 36.  | 18 січня 1982     | Seattle                                | Килим (i) | Розмарі Казалс      | Kathy Йорданія Енн Сміт                | 7–5, 6–4             |
| Поразка   | 26.  | 25 січня 1982     | Чикаго                                 | Килим (i) | Розмарі Казалс      | Мартіна Навратілова Пем Шрайвер        | 5–7, 4–6             |
| Поразка   | 27.  | 1 лютого 1982     | Detroit                                | Килим (i) | Розмарі Казалс      | Леслі Аллен Міма Яушовець              | 4–6, 0–6             |
| Поразка   | 28.  | 15 березня 1982   | Boston                                 | Килим (i) | Розмарі Казалс      | Kathy Йорданія Енн Сміт                | 6–7, 6–2, 4–6        |
| Перемога  | 37.  | 3 квітня 1982     | Palm Beach Gardens                     | Ґрунт     | Розмарі Казалс      | Івонн Гулагонг Бетті Стеве             | 6–1, 7–6             |
| Перемога  | 38.  | 26 квітня 1982    | Orlando                                | Ґрунт     | Розмарі Казалс      | Kathy Йорданія Енн Сміт                | 6–3, 6–3             |
| Поразка   | 29.  | 24 травня 1982    | Відкритий чемпіонат Франції з тенісу   | Ґрунт     | Розмарі Казалс      | Мартіна Навратілова Енн Сміт           | 3–6, 4–6             |
| Поразка   | 30.  | 7 червня 1982     | Бірмінгем                              | Трава     | Розмарі Казалс      | Джо Дьюрі Енн Гоббс                    | 3–6, 2–6             |
| Поразка   | 31.  | 23 серпня 1982    | Mahwah                                 | Тверде    | Розмарі Казалс      | Барбара Поттер Шерон Волш              | 1–6, 4–6             |
| Перемога  | 39.  | 30 серпня 1982    | Відкритий чемпіонат США з тенісу       | Тверде    | Розмарі Казалс      | Барбара Поттер Шерон Волш              | 6–4, 6–4             |
| Перемога  | 40.  | 27 вересня 1982   | Philadelphia                           | Килим (i) | Розмарі Казалс      | Барбара Поттер Шерон Волш              | 3–6, 7–6(7–5), 6–4   |
| Поразка   | 32.  | 4 жовтня 1982     | Maybelline Classic                     | Тверде    | Розмарі Казалс      | Барбара Поттер Шерон Волш              | 6–7(5–7), 6–7(3–7)   |
| Поразка   | 33.  | 22 січня 1983     | Marco Island                           | Ґрунт     | Розмарі Казалс      | Андреа Єйгер Мері-Лу Деніелс           | 5–7, 4–6             |
| Поразка   | 34.  | 21 лютого 1983    | Окленд                                 | Килим (i) | Розмарі Казалс      | Клаудія Коде-Кільш Ева Пфафф           | 4–6, 6–4, 4–6        |
| Поразка   | 35.  | 7 березня 1983    | Dallas                                 | Килим (i) | Розмарі Казалс      | Мартіна Навратілова Пем Шрайвер        | 3–6, 2–6             |
| Поразка   | 36.  | 25 квітня 1983    | Atlanta                                | Тверде    | Розмарі Казалс      | Алісія Молтон Шерон Волш               | 3–6, 6–7(1–7)        |
| Поразка   | 37.  | 20 червня 1983    | Вімблдонський турнір                   | Трава     | Розмарі Казалс      | Мартіна Навратілова Пем Шрайвер        | 2–6, 2–6             |
| Поразка   | 38.  | 3 жовтня 1983     | Detroit                                | Килим (i) | Розмарі Казалс      | Kathy Йорданія Барбара Поттер          | 4–6, 1–6             |
| Перемога  | 41.  | 14 листопада 1983 | Brisbane                               | Трава     | Енн Гоббс           | Пем Шрайвер Шерон Волш                 | 6–3, 6–4             |
| Перемога  | 42.  | 21 листопада 1983 | Сідней                                 | Трава     | Енн Гоббс           | Гана Мандлікова Гелена Сукова          | 6–4, 6–3             |
| Поразка   | 39.  | 28 листопада 1983 | Відкритий чемпіонат Австралії з тенісу | Трава     | Енн Гоббс           | Мартіна Навратілова Пем Шрайвер        | 4–6, 7–6, 2–6        |
| Поразка   | 40.  | 23 квітня 1984    | Orlando                                | Ґрунт     | Енн Гоббс           | Клаудія Коде-Kilsch Гана Мандлікова    | 0–6, 6–1, 3–6        |
| Поразка   | 41.  | 27 серпня 1984    | Відкритий чемпіонат США з тенісу       | Тверде    | Енн Гоббс           | Мартіна Навратілова Пем Шрайвер        | 2–6, 4–6             |
| Поразка   | 42.  | 24 вересня 1984   | New Orleans                            | Тверде    | Шерон Волш          | Мартіна Навратілова Пем Шрайвер        | 4–6, 1–6             |
| Перемога  | 43.  | 1 жовтня 1984     | Лос-Анджелес                           | Тверде    | Кріс Еверт-Lloyd    | Беттіна Бюнге Ева Пфафф                | 6–2, 6–4             |
| Поразка   | 43.  | 19 листопада 1984 | Сідней                                 | Трава     | Шерон Волш          | Клаудія Коде-Kilsch Гелена Сукова      | 2–6, 6–7(4–7)        |
| Перемога  | 44.  | 18 лютого 1985    | Окленд                                 | Килим (i) | Гана Мандлікова     | Розалін Феербенк Кенді Рейнолдс        | 4–6, 7–5, 6–1        |
| Перемога  | 45.  | 22 квітня 1985    | Сан-Дієго                              | Тверде    | Кенді Рейнолдс      | Розалін Феербенк С'юзен Лео            | 6–4, 6–0             |
| Перемога  | 46.  | 15 липня 1985     | Newport                                | Трава     | Кріс Еверт-Lloyd    | Пем Шрайвер Елізабет Смайлі            | 6–4, 7–6(7–2)        |
| Поразка   | 44.  | 29 липня 1985     | Лос-Анджелес                           | Тверде    | Гана Мандлікова     | Клаудія Коде-Kilsch Гелена Сукова      | 4–6, 2–6             |
| Перемога  | 47.  | 23 вересня 1985   | New Orleans                            | Тверде    | Кріс Еверт-Lloyd    | Мері Лу П'ятек Енн Вайт                | 6–1, 6–2             |
| Перемога  | 48.  | 18 листопада 1985 | Сідней                                 | Трава     | Гана Мандлікова     | Розалін Феербенк Кенді Рейнолдс        | 3–6, 7–6(7–5), 6–4   |
| Поразка   | 45.  | 10 лютого 1986    | Відкритий чемпіонат Маямі з тенісу     | Тверде    | Кріс Еверт-Lloyd    | Пем Шрайвер Гелена Сукова              | 2–6, 3–6             |
| Перемога  | 49.  | 24 лютого 1986    | Окленд                                 | Килим (i) | Гана Мандлікова     | Бонні Гадушек Гелена Сукова            | 7–6(7–5), 6–1        |
| Поразка   | 46.  | 10 березня 1986   | Dallas                                 | Килим (i) | Гана Мандлікова     | Клаудія Коде-Kilsch Гелена Сукова      | 6–4, 5–7, 4–6        |
| Перемога  | 50.  | 17 березня 1986   | Фінал WTA                              | Килим (i) | Гана Мандлікова     | Клаудія Коде-Kilsch Гелена Сукова      | 6–4, 6–7(4–7), 6–3   |
| Перемога  | 51.  | 5 травня 1986     | Houston                                | Ґрунт     | Кріс Еверт-Lloyd    | Еліз Берджін Джоанн Расселл            | 6–2, 6–4             |
| Поразка   | 47.  | 9 червня 1986     | Бірмінгем                              | Трава     | Елізабет Смайлі     | Еліз Берджін Розалін Феербенк          | 2–6, 4–6             |
| Поразка   | 48.  | 23 червня 1986    | Вімблдонський турнір                   | Трава     | Гана Мандлікова     | Мартіна Навратілова Пем Шрайвер        | 1–6, 3–6             |
| Поразка   | 49.  | 25 серпня 1986    | Відкритий чемпіонат США з тенісу       | Тверде    | Гана Мандлікова     | Мартіна Навратілова Пем Шрайвер        | 4–6, 6–3, 3–6        |
| Перемога  | 52.  | 29 грудня 1986    | Brisbane                               | Трава     | Гана Мандлікова     | Бетсі Нагелсен Елізабет Смайлі         | 6–4, 6–3             |
| Перемога  | 53.  | 9 лютого 1987     | Сан-Франциско                          | Килим (i) | Гана Мандлікова     | Зіна Гаррісон Габріела Сабатіні        | 6–4, 7–6(7–4)        |
| Поразка   | 50.  | 13 квітня 1987    | Амелія-Айланд                          | Ґрунт     | Гана Мандлікова     | Штеффі Граф Габріела Сабатіні          | 6–3, 3–6, 7–5        |
| Перемога  | 54.  | 27 квітня 1987    | Тампа                                  | Ґрунт     | Кріс Еверт          | Еліз Берджін Розалін Феербенк          | 6–4, 6–3             |
| Поразка   | 51.  | 11 січня 1988     | Відкритий чемпіонат Австралії з тенісу | Тверде    | Кріс Еверт          | Мартіна Навратілова Пем Шрайвер        | 0–6, 5–7             |
| Поразка   | 52.  | 9 січня 1989      | Сідней                                 | Тверде    | Елізабет Смайлі     | Мартіна Навратілова Пем Шрайвер        | 3–6, 3–6             |
| Поразка   | 53.  | 17 липня 1989     | Newport                                | Трава     | Елізабет Смайлі     | Джиджі Фернандес Лорі Макніл           | 3–6, 7–6(7–5), 5–7   |
| Перемога  | 55.  | 7 серпня 1989     | Лос-Анджелес                           | Тверде    | Мартіна Навратілова | Мері Джо Фернандес Клаудія Коде-Kilsch | 5–2 ret.             |
| Поразка   | 54.  | 15 вересня 1989   | Tokyo                                  | Килим (i) | Елізабет Смайлі     | Джиджі Фернандес Робін Вайт            | 2–6, 2–6             |
| Поразка   | 55.  | 5 березня 1990    | Boca Raton                             | Тверде    | Еліз Берджін        | Яна Новотна Гелена Сукова              | 4–6, 2–6             |

## Виноски
1. ↑  Player Profile // WTA website
2. ↑  ITF website
3. ↑  http://www.itftennis.com/procircuit/players/player/profile.aspx?playerid=20001003
4. ↑  Collins B. The Bud Collins History of Tennis: An Authoritative Encyclopedia and Record Book — 2 — NYC: New Chapter Press, 2010. — P. 711. — ISBN 978-0-942257-70-0
5. ↑  Australian Tennis Hall of Fame Inducts Turnbull [Архівовано 1 липня 2018 у Wayback Machine.] WTATour.com, 26 January 2009